# Unteres Schloss (Stedtfeld)

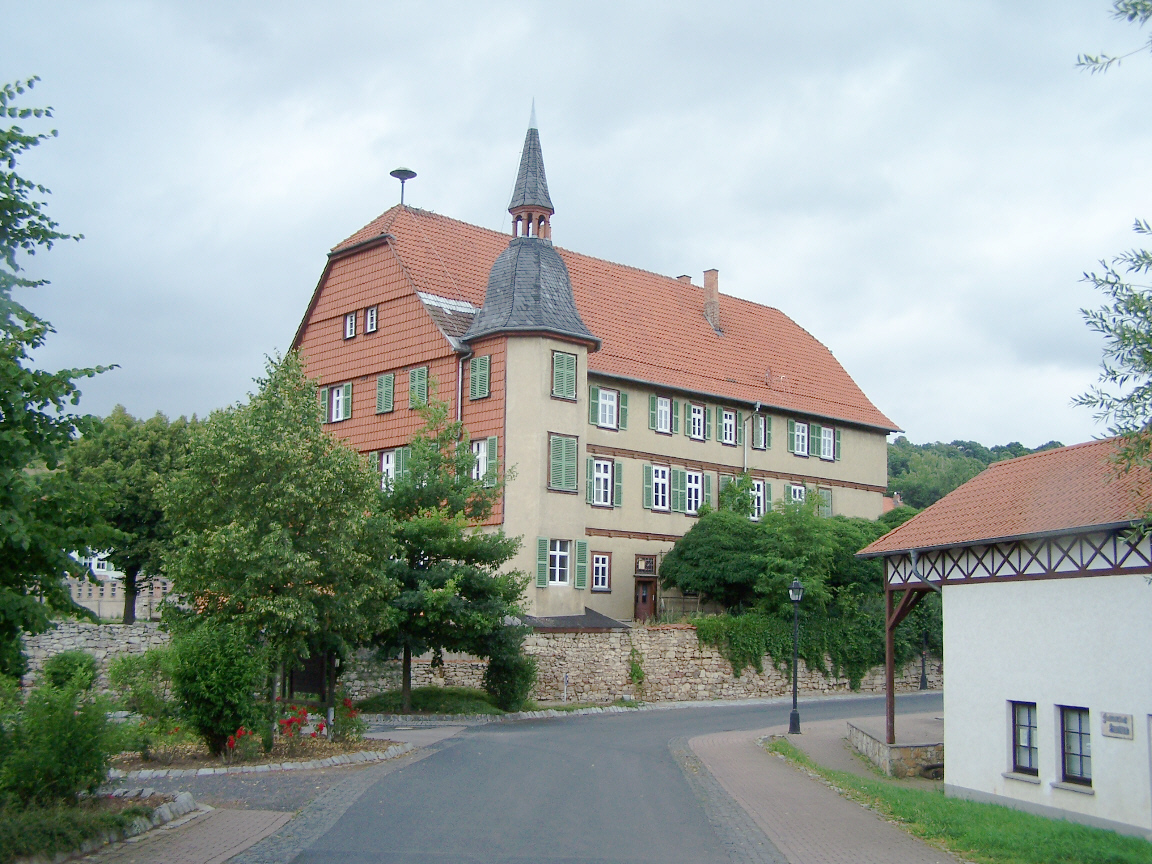
Das Untere Schloss in Stedtfeld (2008)

Das Untere Schloss ist das ehemalige Herrenhaus eines früheren Gutshofes in Stedtfeld, einem Stadtteil von Eisenach in Thüringen.

## Geschichte

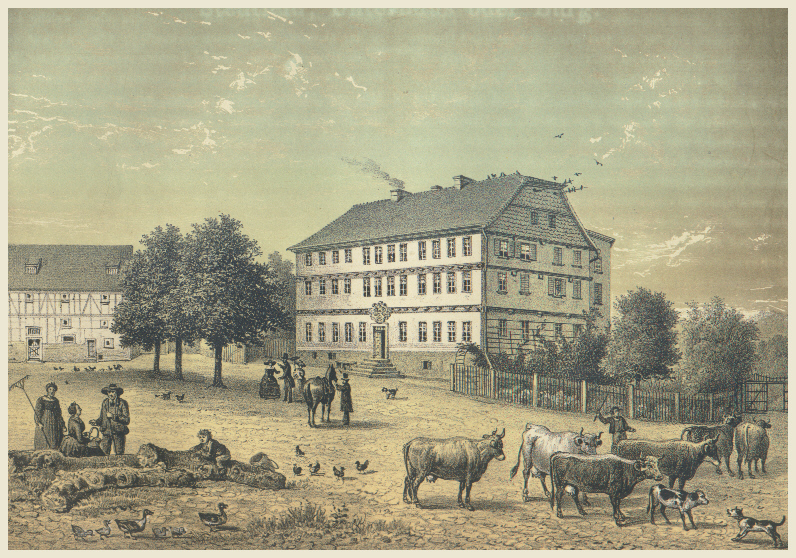
Das Untere Schloss im Jahr 1858

Das Schloss und der zugehörige Gutshof wurden 1667 im Auftrag von Hans Joost II. von Boyneburgk als Ersatz für ein im Dreißigjährigen Krieg zerstörtes Wasserschloss erbaut. Es diente den Herren von Boyneburgk jahrhundertelang als Wohnsitz, bis es 1945 von den sowjetischen Besatzern enteignet wurde.
Nach der Enteignung wurden Flüchtlinge aus den deutschen Ostgebieten in dem Schloss untergebracht und die Räume in mehrere Wohnungen parzelliert. Bis heute dient das Schloss als Wohnhaus mit mehreren Wohneinheiten. Zudem beherbergt es das Büro des Ortsteilbürgermeisters und ein Ortsmuseum. Eine Rückübertragung an die Alteigentümer kam in den 1990er Jahren nicht zustande; derzeitige Eigentümerin ist die Stadt Eisenach. Ende 2015 war das Gebäude von der Stadt zum Verkauf ausgeschrieben.

## Architektur und Ausstattung
Das Schloss ist ein dreistöckiger, verputzter Fachwerkbau, mit Krüppelwalmdach. An der Südwestecke befindet sich ein achteckiger Turm mit einer spitzen Turmhaube. Es verfügt über Teilunterkellerung als tonnengewölbte Kelleranlage. Im Inneren mit steinerner Wendeltreppe und Wappendarstellungen. Im ersten Obergeschoss befindet sich ein repräsentativer Saal mit umlaufend historischen Wandgemälden und Deckenmalereien aus dem 18. und 19. Jahrhundert.

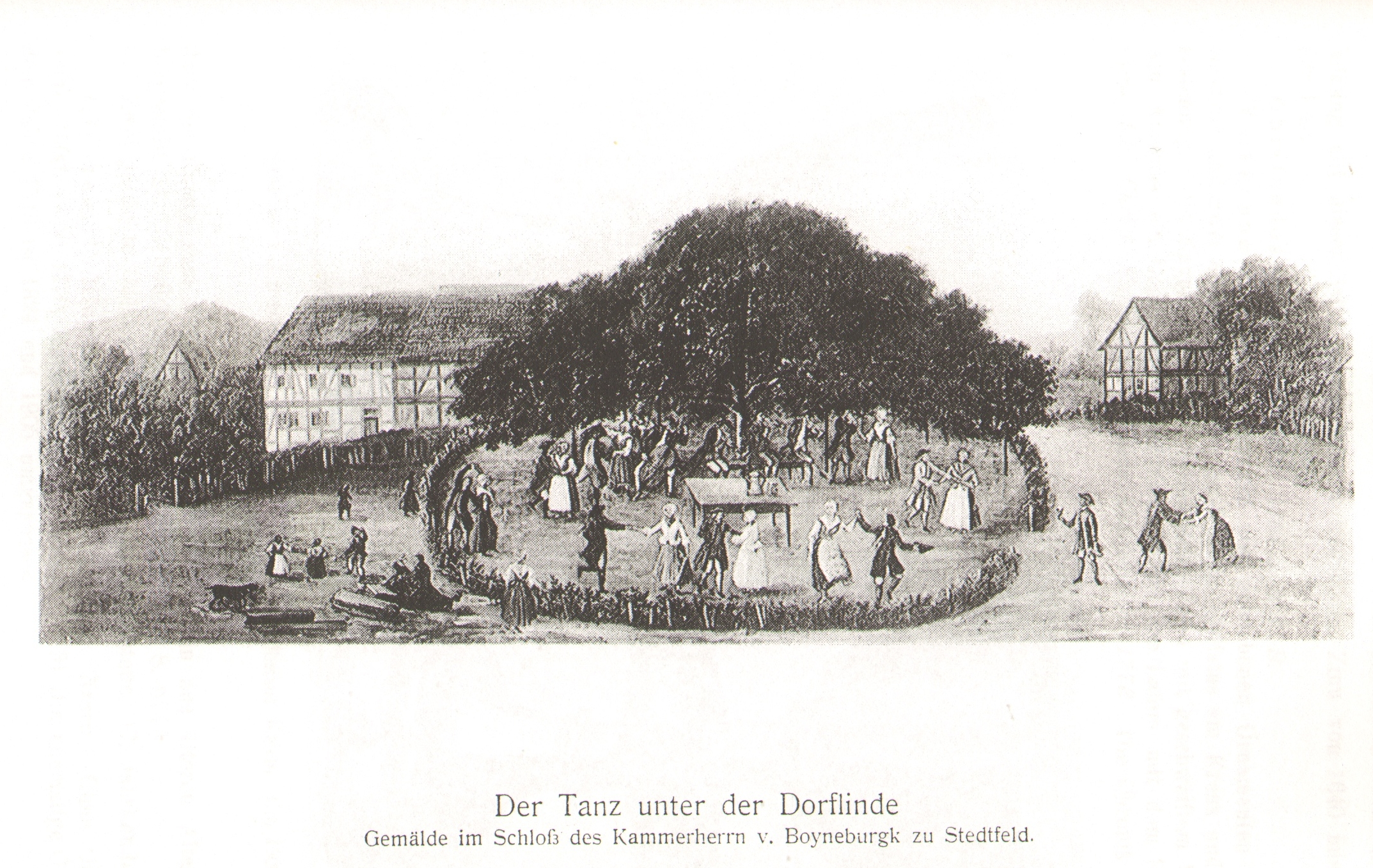
„Tanz unter der Linde“ – Ausschnitt aus dem Wandgemälde des Festsaals

1755 schuf der Maler I. E. Schuchmann im Saal des Schlosses ein Kunstwerk von kulturhistorischem Wert. Die Wände des Saales wurden mit einer Tapete bespannt, die ein Panorama der Umgebung des Schlosses darstellen. Neben der Darstellung des Ausblicks auf die Umgebung, einschließlich des Blicks zur Wartburg, sind Darstellungen des dörflichen Lebens um 1755, wie der Tanz unter der Linde und zeitgenössische Jagdszenen erhalten geblieben. In den 1990er Jahren begann die Restaurierung des Kunstwerkes, die bislang (2017) noch nicht abgeschlossen ist.
Im Treppenhaus befinden sich Darstellungen historischer Adelswappen, die teilweise 1946 auf Geheiß der russischen Besatzer entfernt wurden. Auf deren Befehl wurden 1946 auch die Wappen derer von Boyneburgk an der Außenfassade entfernt.
Große Teile der historischen Inneneinrichtung, darunter Möbel aus dem 16. Jahrhundert und eine wertvolle Porzellansammlung, gingen nach der Enteignung des Schlosses verloren.

## Schlosshof

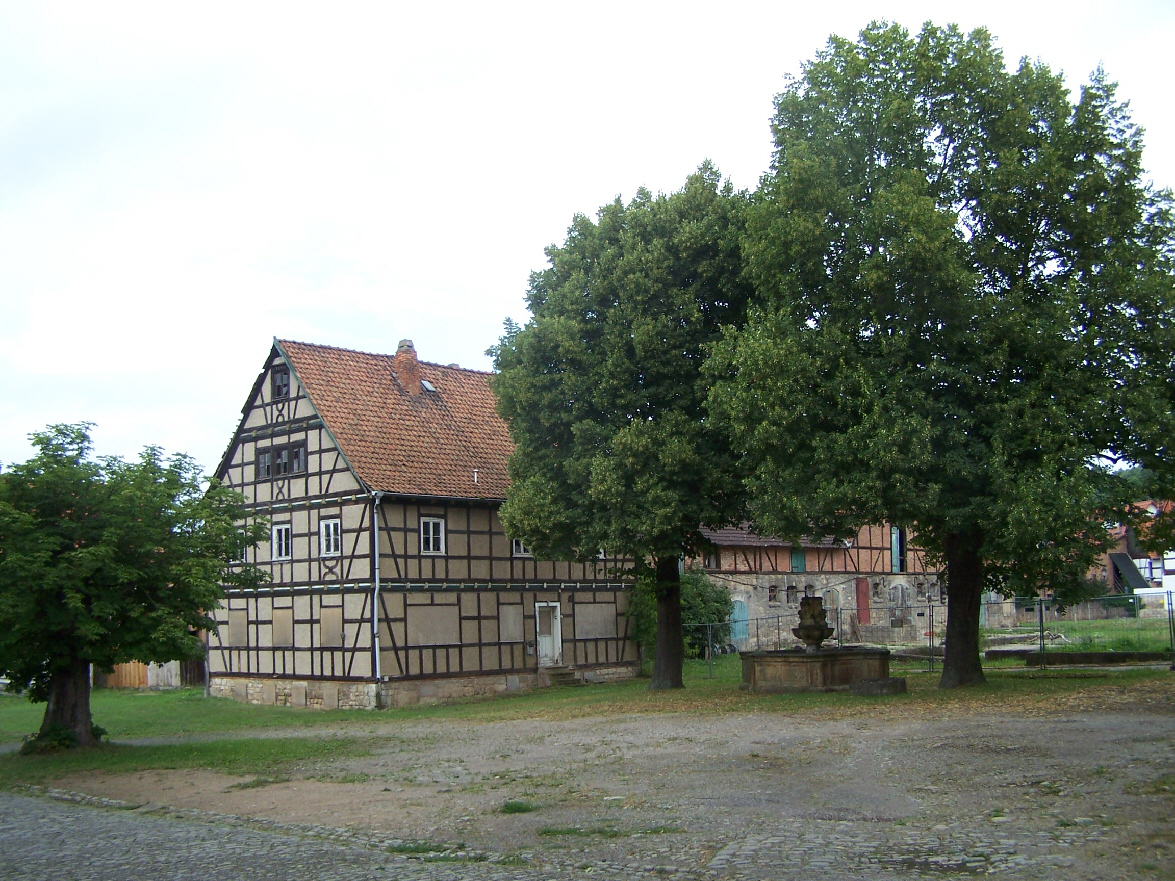
Schlosshof mit Brunnen und Nebengebäuden (2008); diese wurden Anfang 2022 abgerissen

Auf dem Schlosshof wurde 1754 ein Brunnen im Rokokostil errichtet. Er war verziert mit Ornamenten und dem Wappen des Erbauers. Der Brunnenstock trug zwei Gesichtsmasken und Delfinskulpturen als Wasserspender.
Einige Teile der historischen Wirtschaftsgebäude des zum Schloss gehörenden und unmittelbar angrenzenden Gutshofes wurden bereits in den 1990er Jahren wegen Baufälligkeit abgebrochen, ebenso das nördlich des Schlosshofes gelegene Hintere Schloss. Anfang 2022 wurden nach jahrelangem Verfall sämtliche erhaltenen Nebengebäude des Schlosses abgerissen.